# Осейдж (округ, Оклахома)
Округ Осейдж (англ. Osage County) располагается в штате Оклахома, США. Официально образован в 1907 году. По состоянию на 2012 год численность населения составляла 47 917 человек. По данным Бюро переписи США, общая площадь округа равняется 5967,366 км2, из которых 5830,096 км2 суша и 137,270 км2 или 2,300 % это водоёмы.

## Население
По данным переписи населения 2010 года в округе проживает 47 472 жителей в составе 18 205 домашних хозяйств и 12 972 семей. Плотность населения составляет 8,00 человек на км2. На территории округа насчитывается 21 143 жилых строений, при плотности застройки около трёх с половиной строений на км2. Расовый состав населения: белые — 66,00 %, афроамериканцы — 11,40 %, коренные американцы (индейцы) — 14,40 %, азиаты — 0,30 %, гавайцы — 0,10 %, представители других рас — 0,80 %, представители двух или более рас — 7,10 %. Испаноязычные составляли 3,00 % населения независимо от расы.
В составе 36,20 % из общего числа домашних хозяйств проживают дети в возрасте до 18 лет, 54,20 % домашних хозяйств представляют собой супружеские пары проживающие вместе, 12,00 % домашних хозяйств представляют собой одиноких женщин без супруга, 28,70 % домашних хозяйств не имеют отношения к семьям, 24,80 % домашних хозяйств состоят из одного человека, 10,80 % домашних хозяйств состоят из престарелых (65 лет и старше), проживающих в одиночестве. Средний размер домашнего хозяйства составляет 2,53 человека, и средний размер семьи 2,99 человека.
Возрастной состав округа: 24,30 % моложе 18 лет, 7,40 % от 18 до 24, 23,10 % от 25 до 44, 29,90 % от 45 до 64 и 29,90 % от 65 и старше. Средний возраст жителя округа 41.4 лет. На каждые 100 женщин приходится 101,39 мужчин. На каждые 100 женщин старше 18 лет приходится 100,00 мужчин.
Средний доход на домохозяйство в округе составлял 42 847 USD, на семью — 53 815 USD. Среднестатистический заработок мужчины был 42 658 USD против 32 352 USD для женщины. Доход на душу населения составлял 21 797 USD. Около 11,00 % семей и 13,00 % общего населения находились ниже черты бедности, в том числе — 18,00 % молодёжи (тех, кому ещё не исполнилось 18 лет) и 11,00 % тех, кому было уже больше 65 лет.